# Єлизавета Могила
Єлизавета Могила (рум. Elisabeta Movilă; 1571—1617) — молдавська княжна, дружина правителя Молдавії Єремії Могили. Мати правителів Олександра та Костянтина Могил, а також Раїни, Анни, Марії-Амалії та Катерини Могилянок, які були одружені з представниками руських та польських шляхетських родів.

## Життєпис
В науковій літературі присутні дві версії походження Єлизавети. За однією, її батьком був Ґеорґіос Катаратос, грецький купець в Хотині. Після одруження з Кристиною Лозонською (ймовірно, кровно спорідненою з молдавським господарем Александру Лепушняну), грек отримав за неї значне віно, набувши у володіння її родове село Лозну біля Дорохою. При цьому Ґеорґіос змінив ім’я на Ґеорґе Лозонський чи Ізлозяну (Lozonschi, Izlozeanu). В 1597 р. Ґеорґе став пиркалабом Хотина.
За іншою версією, батьком Єлизавети був знатний угорець з Трансильванії Томаш Чомортані (Tamás Csomortányi). Хоча румунський історик Север Зотта ще на початку ХХ ст. спростував це твердження, окремі дослідники продовжували дотримуватися версії про угорське походження Єлизавети.
В 1587 р. (за іншими даними, в 1588 або в 1591 р.) Єлизавета вийшла заміж за Єремію Могилу, майбутнього молдавського правителя. Після його смерті у 1606 році деякий час була регенткою при своєму синові Костянтинові, якого у 1611 році позбавили трону. В 1615 році за допомогою своїх зятів з багатих магнатських родин України посадила на трон чотирнадцятирічного сина Олександра. Та вже у 1616 році Могили їх союзники були розбиті турками та позбавлені влади в Молдавії.
Після поразки в боротьбі за Молдавію Єлизавета прийняла чернецтво в Константинополі, де й померла 1617 року.